# Taina Elg
Taina Elisabeth Elg (ur. 9 marca 1930 w Helskinkach, zm. 15 maja 2025 tamże) – amerykańska aktorka filmowa i telewizyjna pochodzenia rosyjsko-fińskiego.

## Wybrana filmografia
- Suomisen perhe (1941) jako dziecko na przyjęciu u Olliego
- Syn marnotrawny (1955) jako Elissa
- Diane (1956) jako Alys
- Roztańczone dziewczyny (1957) jako Angele Ducros
- Podrabiany generał (1958) jako Simone
- 39 kroków (1959) jako Fisher
- Watusi (1959) jako Erica Neuler
- Bachantki (1961) jako Dirce
- Herkules w Nowym Jorku (1969) jako Nemezis
- Tylko jedno życie (1968-2013; serial TV) jako Olympia Buchanan (odcinki z lat 1980-81)
- Napisała: Morderstwo (1984-96; serial TV) jako Claudia Soury (gościnnie; 1987)
- Wychodząc z mroku (1991) jako stara matka Ralston
- Nie wkładaj palca między drzwi (1994) jako Anna Gruber
- Miłość ma dwie twarze (1996) jako pani profesor

## Nagrody
Za rolę Angele Ducros w filmie Roztańczone dziewczyny została uhonorowana nagrodą Złotego Globu.